# IC 561
IC 561 ist eine Spiralgalaxie vom Hubble-Typ Sb im Sternbild Sextant südlich der Ekliptik. Sie ist schätzungsweise 258 Millionen Lichtjahre von der Milchstraße entfernt und hat einen Durchmesser von etwa 25.000 Lichtjahren. Gemeinsam mit IC 563 und IC 564 bildet sie das Galaxientrio Holm 143.
Das Objekt wurde am 21. März 1893 vom französischen Astronomen Stéphane Javelle entdeckt.